# Baiões
Baiões ist ein Ort und eine ehemalige Gemeinde (Freguesia) im portugiesischen Kreis São Pedro do Sul. Die Gemeinde hatte 285 Einwohner (Stand 30. Juni 2011).
Am 29. September 2013 wurden die Gemeinden Baiões, São Pedro do Sul und Várzea zur neuen Gemeinde União das Freguesias de São Pedro do Sul, Várzea e Baiões zusammengeschlossen.